# Generale Zijlvest der Drie Delfzijlen

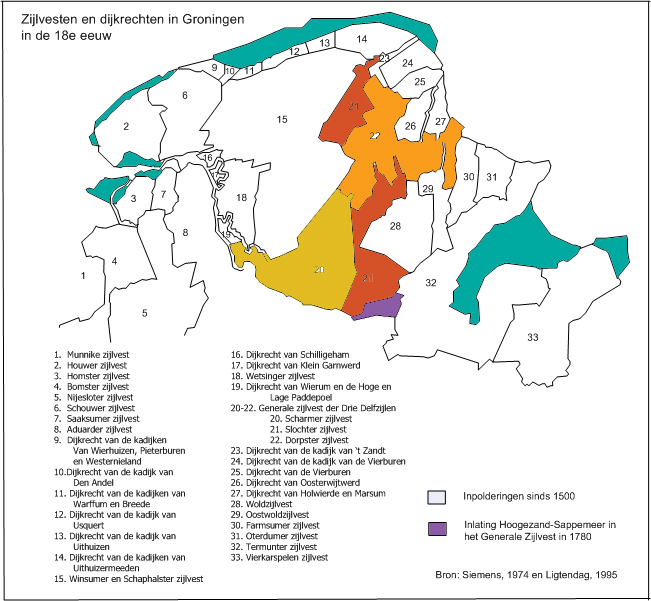
Het Generale zijlvest der Drie Delfzijlen en de onderliggende zijlvesten in de 18e eeuw

Het Generale Zijlvest der Drie Delfzijlen was een boezemwaterschap in de provincie Groningen. Het vormde tot in de 19e eeuw de belangrijkste waterstaatsorganisatie in het noordoostelijk deel van het Groninger terpengebied en de Wolden. Het kende in vergelijking met de andere zijlvesten een wat ingewikkelde organisatie. Het was de overkoepelende organisatie van drie zijlvesten: het Scharmerzijlvest, het Slochterzijlvest en het Dorpsterzijlvest. Het was gebruikelijk dat ieder zijlvest de afwatering via een eigen sluis (zijl) regelde. De drie zijlen van genoemde zijlvesten lagen naast elkaar in Delfzijl, waar het Damsterdiep uitmondde in de Eems. Vandaar dat een samenwerking tussen de drie zijlvesten in het verband van het Generale Zijlvest voor de hand lag.

## Middeleeuwen

### Voorgeschiedenis
Het natuurlijk afwateringssysteem van de Wolden was voor het grootste gedeelte gericht op de Fivel. Kleinere delen van het gebied waren voor de waterafvoer afhankelijk van de Hunze en de Sijpe. Nadat men begonnen was het gebied te ontginnen, onder andere door turfwinning, begon ook het proces van bodemdaling door klink en oxidatie. De ontginningen waren halverwege de 11e eeuw al flink gevorderd (Ligtendag, 1995) en het is waarschijnlijk dat deze ontginningen vanuit het noordelijker gelegen terpengebied werden ondernomen.
Ontginningen en bodemdaling maakten dat de afwatering in noordelijke richting naar de Fivelboezem noodzakelijker werd. Omdat de Fivelboezem hoger kwam te liggen door opslibbing werd de natuurlijke afwatering steeds meer gehinderd. Door de aanleg van het getijdenkanaal de Delf tussen Garrelsweer en Tuikwerd werd de afwatering nu naar de Eems geleid. Aanvankelijk had de Delf een open verbinding met de Eems en loosden de afzonderlijke zijlvesten hun water via zijlen en duikers in de Delf. Dat gold met name voor het Scharmer- en het Slochterzijlvest, die - om een betere afwatering te verkrijgen - een deel van de Fivel bij Ten Post hadden gekanaliseerd. Gezamenlijk onderhielden zij een of meer sluizen bij Muda onder Winneweer. Beide zijlvesten worden in 1317 gekenschetst met de namen Germania en Slochtera; mogelijk was de abt van het klooster Germania te Thesinge betrokken bij de oprichting van het Scharmerzijlvest. De kroniek van Wittewierum meldt dat in 1192 de eerste 'vaste sluis' werden aangelegd; vermoedelijk werd daarmee de zijl van Muda bedoeld, en niet die in het Vismaar, zoals Formsma meende.
Het Scharmerzijlvest had waarschijnlijk eerst een eigen afwatering. De benedenloop van de Scharmer Ae bij Woudbloem is kennelijk gegraven om te voorkomen dat het water uit de veenontginning bij Scharmer naar het eerder ontgonnen veengebieden bij Slochteren stroomde. Hij kreeg ter hoogte van Schaaphok aansluiting op de Smerige Ae, die via het Westermeer en de Molensloot uitmondde in de Kleisloot en het Lustigemaar. Van daaruit stroomde het water via een watergang die later is opgenomen in het Damsterdiep (*Ten Postertocht) naar de benedenloop van de Fivel bij Ten Post. Deze laatste watergang is vermoedelijk al eerder gegraven om een nauw kronkelend stroombed langs Lellens richting Winneweer af te snijden. Hierbij voegde zich het water uit de veengebieden van Garmerwolde, Thesinge en Ten Boer, het zogenaamde Vierendeel, dat via het Westerwijtwerdermaar werd aangevoerd. Dit verklaart waarom het Scharmerzijlvest aanvankelijk werd aangeduid als 'Germania', naar het klooster Germania in Thesinge. De leiding van het Scharmerzijlvest werd later overgedragen aan de abt van het klooster van Ten Boer.
De benedenloop van de Fivel raakte rond 1200 min of meer verstopt. De Groningse stadsarchivaris Jan van den Broek heeft onlangs aannemelijk gemaakt dat het Vierendeel en (delen van) het Scharmerzijlvest aanvankelijk hebben geprobeerd om via het Westerwijtwerder- en Stedumermaar aansluiting te krijgen bij het latere Winsumer- en Schaphalsterzijlvest bij Onderdendam, waardoor de wateroverlast in lager gelegen gebied rond Bedum toenam. Ook het alternatief, het doortrekken van het Kardinger- en Westerwijtwerdermaar via het Maarvliet naar de Fivelboezem bij Garsthuizen, was omstreden.
De belangentegenstelling leidde tot ernstige conflicten, die men omstreeks het midden van de dertiende eeuw heeft opgelost door het hele gebied in tweeën te delen. Het Vierendeel bleef via een keersluis bij Onderdendam uitwateren naar het westen; daarentegen werd het latere Scharmerzijlvest ingelaten in het Slochterzijlvest. Als waterscheiding diende voortaan een lage dijk, de zogenaamde Buursterzuidwending (Sudewendena van Bure), die later is uitgebouwd tot Stadsweg, en een dam bij Oosterdijkshorn, die het lagere zomerpeil in het Vierendeel moest scheiden van het hogere peil in het Scharmerzijlvest. Documenten uit de vijftiende en zestiende eeuw noemen de Damster wech of den oestersen wall als grens met het Winsumer- en Schaphalsterzijlvest. De waterkering op den stadswech geleegen van Dijxhorne in to der Borch (Borgwal) streckende wordt nog in 1567 als zodanig vermeld.

### Oprichting
In het begin van de veertiende eeuw werden bij Delfzijl drie zijlen gebouwd. De middelste en zuidelijkste zijl werden aangelegd door respectievelijk het Slochter- en het Scharmerzijlvest. Bij die gelegenheid werd tevens een nieuw zijlvest gevormd - het Dorpsterzijlvest - dat de bestaande afwateringseenheden langs de Delf verenigde. Dorpster is kennelijk een verbastering van het woord Dampme, waarmee het zijlvest in 1317 werd aangeduid. De sluis van het Dorpsterzijlvest was de meest noordelijke sluis; hij was vermoedelijk geschikt voor de scheepvaart, waardoor Appingedam voor kleinere zeeschepen bereikbaar bleef.
Het oudere Woldzijlvest, dat via het Garreweerstermaar en later de Groeve op de Delf uitwaterde, bleef buiten dit verband, net als de afwateringsgebieden van de Groote en Kleine Heekt, die hun handen al vol hadden aan de zeedijken. Vrijwel het gehele gebied van het Generale Zijlvest loosde het water via deze sluizen op de Eems. In 1303 worden de Delfzilen voor het eerst genoemd, in 1317 kreeg het Generale Zijlvest een reglement, dat in 1445 werd vernieuwd.
Ook de sluizen langs de Delf bleven in functie. De zijl ter Muden was nog in 1470 voorhanden. Het Generale Zijlvest fungeerde in zekere zin als een boezemwaterschap, dat het water uit de overigen waterschappen opving, alvorens het op zee werd geloosd. Dankzij deze getrapte ontwatering werd het voor de lage landen beter mogelijk te profiteren van de getijdewerking. Zodra het hoofdkanaal was leeggelopen en het weer vloed werd, sloten zich de zijldeuren, waardoor de periode waarin de binnenwaarts gelegen waterschappen hun water op het hoofdkanaal konden lozen, verlengd werd.

### Uitbreiding
In de loop der eeuwen werd het gebied van de Drie Delfzijlen steeds verder uitgebreid. Al in de beginperiode kregen de laag gelegen landerijen ten noorden van het Schildmeer, die feitelijk binnen de grenzen van het Woldzijlvest lagen, aansluiting bij het Slochterzijlvest. Het Dorpsterzijlvest werd uitgebreid met het grondgebied van de dorpen Opwierde, Eelwerd, Tuikwerd en Meedhuizen, die nog in 1306 tot het Farmsumerzijlvest werden gerekend. Mogelijk gold dit ook voor Oling en een deel van Appingedam (de Zuiddamster eed). Meedhuizen keerde tussen 1471 en 1542 definitief terug in het Farmsumerzijlvest.
In 1370 sloten de dorpen Middelbert en Engelbert, die eerder naar de Hunze uitwaterden, zich bij het Scharmerzijlvest aan, in 1424 gevolgd door een deel van de Oosterstadshamrik, in 1434 door de rest (ook wel het oude Westerstadshamrik genoemd, ter onderscheiding van het gelijknamige stadsgebied bij Hoogkerk). Daarvoor werd aanvankelijk een zijltje gemaakt bij de Stertabolabalka te Ruischerbrug, waarin de Euvelgunner Waterlozing of Weterlesne uitmondde. Via de Damster vaert of het olde Damster maer (langs de Grasdijk) liep het water naar het noordoosten, waar het in de Oude Kwens of in het Lustigemaar stroomde. Deze oplossing voldeed nauwelijks. In 1424 werd daarom het Damsterdiep aangelegd, dat het gebied rond de stad Groningen verbond met het Lustigemaar, de Fivel en de Delf. De naam Damsterdiep - voor het eerst vermeld omstreeks 1475 - ging later over op de Delf. Met het geld dat het Westerstadshamrik in 1434 betaalde om ingelaten te worden, financierde men vermoedelijk tevens het afsnijden van de resterende kronkels van het Damsterdiep bij Ten Post. Het rechtgetrokken stuk werd later aangeduid als Nije diep.
De aanleg van het Damsterdiep doorsneed de oude scheepvaartverbinding tussen de Fivelboezem en het Reitdiep. Het Lustigemaar, die via het Stedummer- en Westerwijtwerdermaar in het Winsumerdiep uitmondde, werd hier doorsneden. Om de koophandel te bevorderen werd daarom in 1468 bij Oosterdijkshorn een extra stel sluisdeuren geplaatst, die zorgden dat het water van het Damsterdiep niet in de lager gelegen delen van het Winsumer- en Schaphalsterzijlvest belandde. In 1664 werden deze sluisdeuren vervangen door een schutsluis of verlaat.
Door het dichtslibben van de Fivelboezem moesten ook verder noordwaarts gelegen dorpen hun afwateringsrichting veranderen. In 1444 werd het Omptadazijlvest oftewel het gebied van de Zandtsterhamrikken, dat eerder via de Ompteda Tiade (Kleine Tjariet) naar zee uitwaterde, toegelaten tot het Dorpsterzijlvest. Bij die gelegenheid werd vermoedelijk het Oosterwijtwerdermaar (ook wel Zandtster of Leermenster maar genoemd), dat de verbinding vormt tussen het Godlinzermaar en de Delf, gegraven. In de 17e eeuw lag hier een verlaat - een open sluisje dat geschikt was voor de scheepvaart. In 1464 werden Westeremden, Garsthuizen en de polders van Zeerijp, die eerder aansluiting hadden bij het Oosterniezijlvest (genoemd naar een sluis bij Oosternieland), bij het Slochterzijlvest gevoegd. Men koos voor deze laatste oplossing om de welvarende polderboeren te laten bijdragen aan het armlastige Slochterzijlvest. Of zoals tijdgenoten het uitdrukten: want Slochter Zijlvesten de kranckeste zijlvesten was. In 1557 volgden nog de Hoornster Landen bij Oosternieland.
Om wateroverlast in Appingedam te voorkomen, moesten de ingelanden van Westeremden en 't Zandt een omleidingkanaal door het stadje graven, het Zandtsterdiep of Kattendiep. Ze maakten daarvoor gebruik van een voormalige arm van de Heekt die hier als stadsgracht fungeerde. Ook bleven ze tot ver in de 19e eeuw verantwoordelijk voor aanleg en onderhoud van twee bruggen in Appingedam: het Zandtster Oostertil (Zansterpijpje, 1725) en de Solwerdertil (Zanster Oostertil).
Ook aan de zuidkant volgden nieuwe inlatingen, waarvan de Oosthelperhamrik (1620), Westerbroek (1675) en een deel van Hoogezand-Sappemeer (1780) de belangrijkste waren.
In 1799 verkreeg het Farmsumerzijlvest definitief uitwatering door de drie Delfzijlen, nadat de Farmsumerzijl in 1753 afgedamd was. Een dwarsverbinding of schipsloot met sluisdeuren was al in 1574 aangelegd.

### Dijkrechten
Landerijen die verantwoordelijk waren voor het onderhoud van de zeedijk hoefden niet bij te dragen aan de onkosten en de werkzaamheden voor het onderhoud van de zijlen. Wel moesten ze meehelpen bij het onderhoud van de overige watergangen (binnenmaren inden Delff), het onderhoud van Damsterdiep en Stadsweg alsmede het uitdiepen van de stroomgeul buitendijks (buten in der muden). Zij waren georganiseerd in zogenoemde dijkrechten.
Het gebied ten noorden van het Damsterdiep bleef buiten het Generale Zijlvest, maar mocht wel gebruikmaken van de afvoermogelijkheid via Delfzijl. Door sluisjes of duikers in het Oosterwijtwerdermaar, de Kleine Heekt en sinds ca. 1500 ook de Nieuwe Heekt stroomde het water in het Damsterdiep. Pendammen in de sloten verhinderden dat er een open verbinding met de schepperijen van het Dorpsterzijlvest ontstond. De waterstaatsorganisatie was in handen van het Dijkrecht van Oosterwijtwerd, het Dijkrecht van Vierburen en de Dijkschepperij van Holwierde en Marssum. De ingelanden van deze drie dijkrechten hoefden alleen maar meebetalen aan het onderhoud van het Damsterdiep en het uitdiepen van de uitwateringsgeul.
Wanneer deze situatie is ontstaan, is onduidelijk. Al in 1285 wordt een Heektzijl (Hechissel) bij Appingedam vermeld, waar een volksvergadering werd gehouden. Vrijwel gelijktijdig met de totstandkoming van het Generale Zijlvest werden in 1303 ook reglementen vastgesteld voor het onderhoud van de dijken vanaf de Omptata Tya bij Godlinze tot aan de Delfzilen. Daarbij werd onderscheid gemaakt tussen het gebied ten westen van de Heekt (Godlinzeranesse) en het gebied ten oosten daarvan. In het eerste gebied golden dubbele boetebedragen voor overtreders van de reglementen. Aangezien het ook elders gebruikelijk was dat hoger gelegen dorpen die hun water via hun lager gelegen buren loosden dubbele belastingen moesten betalen, zou dat ook hier al het geval kunnen zijn geweest. B.W. Siemens (1957) veronderstelt daarentegen dat het gebied van de drie dijkrechten bij de oprichting van het Generale Zijlvest werd buitengesloten en pas in 1440 weer werd toegelaten.
Wanneer men de zijlen langs de kust buiten gebruik heeft genomen, is evenmin duidelijk. De uitwateringgeul van het Godlinzermaar naar de sluis van Omteda Tjade is vermoedelijk al vroeg verdwenen, in tegenstelling tot noordelijke uitmonding van het Spijkstermaar. De uitwatering van het Spijkstermaar zuidwaarts door een duiker of grondzijl in de Stelterweg dateert vermoedelijk al uit de twaalfde eeuw. Het noordelijke uitmonding van de Groote Heekt moet al kort na 1200 zijn afgedamd door de monniken van het kloostervoorwerk Gaarbindeweer. De uitwatering van Holwierde en Marsum via de Oude Vliet is daarentegen pas in de 16e eeuw naar het Damsterdiep geleid; nog in 1589 was sprake van het Zijlgat bij Nansum.
Het laag gelegen Woldzijlvest en het Oostwolderzijlvest hadden een vergelijkbare positie als de drie bovengenoemde dijkrechten. Zij wilden - afgezien van noodsituaties - niet bijdragen aan het onderhoud van de Delfzijlen, omdat ze verantwoordelijk waren voor het onderhoud van enkele binnenzijlen en een groot aantal binnendijken.
Het gebied van het Dijkrecht van 't Zandt, het Dijkrecht van Oosternieland of Den Hoorn en dat van het Dijkrecht van Uitwierde, Biessum en Solwerd (ook Uitwierde en Oldijk genoemd) viel wel grotendeels samen met onderdelen van het Generale Zijlvest. De Zuidwenningedijk bij Delfzijl werd in de 18e en 19e eeuw voor het overgrote deel door de Provincie onderhouden.
De schepperijen Wirdum (voor zoverre gelegen ten zuiden van het Damsterdiep) en Appingedam-Zuidzijde maakten tevens deel uit van het Dijkrecht van Farmsum. Zij waren verantwoordelijk voor het onderhoud van de Zomerdijk tussen het Oldambt en de Ommelanden. Dit gaat waarschijnlijk terug op een regeling uit het jaar 1466, toen besloten werd dat de inwoners van Appingedam moesten meehelpen om de Dollarddijken ten oosten van Wagenborgen te herstellen. Het ging daarbij om een dijktracé dat inden hoep werd genoemd, waarschijnlijk gelegen bij een doorbraakkolk in de latere buurtschap Overtocht. Dit gebied werd in 1471 bij het Farmsumerzijlvest gevoegd. Appingedam leverde twee dijkrechters, Wirdum, Garreweer, Oling, Opwierde, Eelwerd, Tuikwerd en Amsweer ieder een. Meedhuizen was medeverantwoordelijk voor het onderhoud van de zeedijken en leverde één dijkrechter.

## Organisatie
Elk van de drie zijlvesten binnen het Generale zijlvest was onderverdeeld in schepperijen en de meeste schepperijen kenden zogenaamde zijl-eden (ook wel zijleden). Zijlrechters moesten de belangen van hun eed behartigen bij de besluitvorming op schepperij- en zijlvestniveau. Een schepperij werd bestuurd door een schepper (meestal een van de zijlrechters). Het bestuur van een zijlvest werd gevormd door de scheppers. De voorzitter werd president genoemd. Alle veertien scheppers van de onderscheiden zijlvesten vormden het bestuur van het Generale zijlvest. Een van de drie presidenten fungeerde als overste schepper. Tot in de 16e eeuw was de abt van het Klooster Bloemhof te Wittewierum de overste schepper van de Drie Delfzijlen en het Slochterzijlvest. De abt van het klooster van Ten Boer was overste schepper van het Scharmerzijlvest; bij de incorporatie van het klooster (omstreeks 1470) werd zijn taak overgenomen door de abt van Thesinge.
Als rechtdagen golden in 1317 de volksvergaderingen te Oldersum bij Ten Post, verder de zondag na Maria Hemelvaart (voor het Slochter- en Dorpsterzijlvest) en de zondag na Sint Jan (voor het Scharmerzijlvest). De hoofdeling van Oldersum was verantwoordelijk voor het handhaven van de vrede.
De meeste scheppers en zijlrechters kregen een vergoeding bestaande uit een deel van de opgehaalde belasting (schot). Ze kregen de opbrengst van speciaal daarvoor aangewezen gronden in de vorm van zogenaamde 'vrije grazen'. In de loop van de tijd leidde dit tot tal van onevenwichtigheden in de beloningsstructuur. Sommige scheppers beschikten over zeer veel vrije grazen, anderen hadden weinig of niets.
Volgens documenten uit 1424, 1434 en 1439 was vooral het Scharmerzijlvest verantwoordelijk voor het onderhoud van (het westelijke deel van) de Graauwedijk, de sluis te Muda (til to der Mude mit den Schotdoer) en het schoonhouden van het Damsterdiep (Deelf of Deelt) tot aan Popingahuis bij Tjamsweer. Nadat ook het Oosterstadshamrik was toegelaten tot het Scharmerzijlvest, ging de stad Groningen evenredig aan het onderhoud bijdragen. Het Slochterzijlvest hoefde voor het onderhoud van de sluis en de brug te Muda met het reinigen van het Damsterdiep slechts een vijfde deel van de onkosten te dragen.
Het Slochterzijlvest was tevens verantwoordelijk voor het onderhoud van de hoofdweg naar Appingedam, de Woldweg. In de schepperij Oostzijde van Slochteren fungeerden daarom tevens drie wegrechters, die door de schepper werden benoemd.
Tot de bezittingen van het Generale Zijlvest behoorden nog in 1832 onder andere het Damsterdiep, de Wijmers, het Nieuwe Diep rond Appingedam en de landerijen rond de zeesluizen. Het Slochterzijlvest beheerde (delen van) Slochter Ae, Woltersumer Ae, het Schildmaar en Garsthuizermaar, het Scharmerzijlvest de Scharmer Ae en een deel van de Kleisloot, het Dorpsterzijlvest de Groeve en het Garreweerstermaar (samen met het Woldzijlvest) alsmede enkele watergangen rond Eenrum, Leermens en 't Zandt.
Onder de bezittingen van de schepperij Scharmer viel daarnaast een huis met tuin in het kerspel Wittewierum ten zuiden van de brug naar Muda. Dit was mogelijk de plek van de oude sluiswachterswoning of van de vergaderplaats voor het Scharmerzijlvest. Een driehoekig perceeltje aan de overhand van het diep dat in 1832 eigendom was van de herbergier te Winneweer, markeerde mogelijk de oude vergaderplaats van het Slochterzijlvest. Een soortgelijke dubbele vergaderplaats bestond in Onderdendam.

### Geprivilegeerde zijlvesten
In 1531 sloot het Generale Zijlvest een verdrag met het Aduarderzijlvest en het Winsumer- en Schaphalsterzijlvest, op grond waarvan de ingelanden bij geschillen geen beroep meer konden aantekenen bij de onafhankelijke Hoofdmannenkamer (de voorloper van de latere Hoge Justitiekamer). In plaats daarvan werd het beroep door een van de andere zijlvesten behandeld. De drie zijlvesten werden daarom wel geprivilegeerde zijlvesten genoemd. Voor de ingelanden werkte dit vaak nadelig uit, omdat het bestuur van de zijlvesten in de 17e eeuw grotendeels in handen kwam van adel en grootgrondbezitters.

### Acht Zijlvesten
Het Slochter- en Scharmerzijlvest maakten tevens deel uit van een groter waterstaatsverband, de Acht Zijlvesten, dat in de dertiende eeuw werd opgericht om wateroverlast vanuit het zuiden tegen te gaan. Hiertoe behoorden verder het Oostwolderzijlvest, het Woldzijlvest en vier onderdelen van het Winsumerzijlvest, namelijk Bedum, Noord- en Zuidwolde (Innersdijk) en het Vierendeel. De naam was - zoals Jan van den Broek onlangs aannemelijk maakte - niet ontleend aan de acht deelnemende kerspelen, maar aan de acht zijlen die men onderhield:
1. Bedumerzijl (Vierendeel)
2. Kardingerzijl (Vierendeel)
3. Muda-zijl (Slochter- en Scharmerzijlvest)
4. Vismaarzijl (Dorpsterzijlvest)
5. Wijmerszijl (Dorpsterzijlvest)
6. Garreweersterzijl (Woldzijlvest)
7. Oudezijl (Appingedam) (Woldzijlvest)
8. Eelwerderzijl (Oostwolderzijlvest)

De belanghebbenden onderhielden gezamenlijk de Borg of Borgwal ten oosten van de stad Groningen. In 1424 wordt ook het grondgebied van Kropswolde en Westerbroek bij de Acht Zijlvesten gerekend; samen leggen de betrokken kerspelen in 1449 een nieuwe binnendijk tussen Engelbert en Westerbroek aan. Dit is tevens de laatste keer dat de Acht Zijlvesten worden genoemd.

## Indeling
Voor deze indeling is gebruik gemaakt van Siemens (1954) en Ligtendag (1995), aangevuld en gecorrigeerd met gegevens uit het Wierumer Zijlboek van 1470 en andere stukken. Het overzicht concentreert zich op de periode na 1500.

### Scharmerzijlvest
| Schepperij                            | Zijleed              | Kerspel                          | Belangrijkste watergang                         | Opmerkingen |
| ------------------------------------- | -------------------- | -------------------------------- | ----------------------------------------------- | --- |
| Ten Boer                              |                      |                                  |                                                 | |
|                                       | Ten Boerster eed     | Ten Boer                         |                                                 | Scheepvaartsluis Abtszijl (1567) en sluisje Rottevalle (1567) |
|                                       | Bouwerschapper eed   | Ten Boer                         | Lustigemaar                                     | Ook Waschhuister of Westerbauwerster eed genoemd |
|                                       | Garmerwolder eed     | Garmerwolde                      |                                                 | |
|                                       | Heidenschapper eed   | Heidenschap, na 1589 Garmerwolde | Oude Kwens en Kleisloot                         | |
| Woltersum                             |                      |                                  |                                                 | |
|                                       | Blookster eed        | Woltersum                        | Lustigemaar                                     | Genoemd naar de buurtschap Blokum; een klein deel lag in Oosterdijkshorn                                                                                         |
|                                       | Woltersumer eed      | Woltersum                        | Ten Poster Ae                                   | Dit gebied werd vermoedelijk omstreeks 1470 vergroot met de landerijen die door het graven van de Woltersumer Ae niet meer naar de Slochter Ae konden afwateren. |
|                                       | Klein Harksteder eed | Harkstede                        | Smerige Ae en Lustigemaar                       | Genoemd naar de kapel te Klein-Harkstede |
| Grote Harkstede                       | Grote Harkstede      | Harkstede                        | Kleisloot en Lustigemaar                        | |
| Scharmer                              | Scharmer             | Scharmer                         | Scharmer Ae (vgl. Benningsloot)                 | |
| Oosterstadshamrik                     | Groningen            | Groningen                        | Damsterdiep                                     | sinds 1424/1434 |
| Niet ondergebracht bij een schepperij |                      |                                  |                                                 | |
|                                       | Middelbert           | Middelbert                       | Euvelgunner Waterlozing, Borgsloot, Damsterdiep | sinds 1370 |
|                                       | Engelbert            | Engelbert                        | Engelberter Waterlozing, Borgsloot, Damsterdiep | sinds 1370 |
|                                       | Westerbroek          | Westerbroek                      | Benningsloot (vgl. Borgsloot)                   | sinds 1675 |
|                                       | Ingelaten landen     | Groningen                        | Damsterdiep                                     | sinds 16e/17e eeuw |

### Slochterzijlvest
De met een * gemarkeerde 'grote' zijlrechten of klauwen waren in 1470 volledig berechtigd om een schepper of zijlrechter te leveren en behoorden vermoedelijk tot de oprichters van het zijlvest, in tegenstelling tot de overige 'kleine' zijlrechten. Ze werden later opnieuw ingedeeld, waarbij hoger gelegen gebieden inden wolde werden gekoppeld aan lagere streken inden cleije. De naamgeving van een aantal klauwen is hierdoor moeilijk te achterhalen. Dat geldt met name voor het grondgebied van het dorp Slochteren, dat uiteen viel in akkers in de directe omgeving van het dorp en meden (hooiland) in verder afgelegen streken. Een groot deel van dit medenland lag inden kleije aan de overzijde van het Schildmaar in de kerspelen Schildwolde en Loppersum. Zijlregisters uit de 15e eeuw onderscheiden in Slochteren vier grote zijlrechten:
1. Westersche klauwe, up Slochter buer clauwe, up Slochter Clauwe, Slochter Holster buurklauwe of Clauwa prima, ook Slochter clauwe toe Geewes were genoemd (an de wester sijdt der kercken)
2. Wester Kerckhove clauwe, Westerkerck buer clauwe, Wester sijde kerckhove of Clauwa Secunda (an de wester sijdt der kercken)
3. Oester kerckbuer clauwe, Kerck bure clauwe, Hillijge bure clauwe, Hoijnga clauwe, Heringe clauwe of Heringebuur klauw (an die oester sijdt der kercken)
4. Ickinge buer klauwe, IJckinge clauwe (an die oester sijdt der kercken)

De eerste klauw bestond voor het grootste deel uit akkers, de laatste voor het grootste deel uit meden (gerekend in deimten); de andere twee namen een tussenpositie in.
Siemens (1954), Alma en Vries (1990) en Ligtendag (1995) gaan ervan uit dat de eerste klauw ten noorden van het Schildmaar te vinden was. De beide volgende lagen dan ten westen respectievelijk ten oosten de kerk. Dit strookt echter niet met de toponiemen die in de verschillende zijlregisters worden genoemd. Het Wierumer zijlboek (fol. 813) geeft duidelijk aan dat vooral de IJckinge clauwe en de Heringe clauwe landerijen in het uiterste noorden van het Slochterzijlvest hadden.
Het lijkt erop dat het eigenlijke dorpsgebied aanvankelijk uit drie of vier onderdelen bestond, die ieder waren samengesteld uit het grondbezit dat de eigenaren zowel in het dorp zelf als daarbuiten hadden. Later (in de 16e eeuw) volgde mogelijk een herschikking, waarbij niet de afzonderlijke eigenaren maar de grondgebied centraal kwam te staan. Over de lokalisering van Ickingeburen (een verdwenen buurtschap ten noorden van de Graauwedijk, mogelijk genoemd naar het huis te Hooghammen) bestaat minder onduidelijkheid, maar ook hier heeft een herschikking van het grondgebied plaatsgevonden.
De situatie in het Slochterzijlvest was erg gecompliceerd doordat een deel van de landerijen onder het Woldzijlvest viel. Dat betrof met name sommige vennen, die leggen aen de Ratzerdijck offte Grouwen Dijck alsoo veer als die van oldes op hebben gestrecket in't zuiden offte in het oosten. De eigenaars van deze oude ontginningsstroken waren uitsluitend verantwoordelijk voor het onderhoud van de Ritzerdijk en de Graauwedijk en hoefden niets bij te dragen aan het Generale Zijlvest. Het lager gelegen medenland, dat vanouds werd gebruikt door de boeren van Schildwolde, Hellum en Siddeburen was geheel vrijsteld van dijk- en zijllasten, in tegenstelling tot het medenland dat door boeren uit Slochteren en Kolham werd gebruikt. Die vielen namelijk onder het Slochterzijlvest. De landerijen lagen door elkaar, zodat er veel onduidelijkheid en twisten ontstonden. Deze kwestie was in het verleden al vaak voor de rechter geweest, schrijft de samensteller van het Wierum Zijlboek in 1470, en hij was nog lang niet beëindigd.
Hoe deze gecompliceerde situatie is opgelost, is onduidelijk. Belangrijke delen van de schepperij Westzijde van Slochteren (met name de voormalige Slochter klauw) vielen in de 19e eeuw onder het Woldzijlvest.
De afwatering van de zuidelijke delen van het Slochterzijlvest is sterk verbeterd door het kanaliseren van Ae. Daarbij werd eerst een nieuwe waterloop gegraven voor de afwatering van Scharmer (de Scharmer Ae). Deze waterloop stond in verbinding met de Smerige Ae (ook Smerige Ee of Smeerige Ae), die weer uitmondde in de Kleisloot en het Lustigemaar. Dit vond mogelijk al vóór de bouw van de sluis bij Muda plaats.
Later werd het water uit Kolham en Slochteren door een nieuw gegraven kanaal geleid, de Woltersumer Ae. Dat laatste gebeurde door Johan Rengers van Ten Post, kort voor 1471, toen voor het eerst sprake was van des nijen weghes die uut den nijen diepe gheschoten is na Woltersum.
Onder het Slochterzijlvest vielen tevens een aantal binnendijken en wegen, zoals de Veendijk, de Groenedijk (alias Kostverloren), de kaden langs de Sijpe en de Wijmers, verder de Woldweg door Kolham en Slochteren, de Pauwenweg, de Slochter meenteweg en een aantal wegen en bruggen rond Westeremden, Garsthuizen en 't Zandt.
| Schepperij               | Zijleed                         | Kerspel                 | Belangrijkste watergang                                    | Opmerkingen |
| ------------------------ | ------------------------------- | ----------------------- | ---------------------------------------------------------- | --- |
| Kolham                   |                                 |                         |                                                            | |
|                          | Kolham-westzijde*               | Kolham                  | Slochter Ae, Molensloot                                    | an de wester zijde van der kercke |
|                          | Kolham-oostzijde*               | Kolham                  | Slochter Ae, Boersloot, Ruiten Ae                          | an die oester sydt van der kercke |
|                          | Woltersum-zuidzijde             | Woltersum en Slochteren | Ten Poster Ae                                              | inden cleije; het betrof de buurtschap Luddeweer met het gebied ten oosten van de Woltersumer Ae en ten westen van de Slochterweg. Dit gebied werd later bij de Slochter klauw gevoegd. Het Wierumer Zijlboek stelt dat dit zijlrecht schot moet betalen in Colhamster twe zylrecht. Hiertoe behoorde mogelijk ook de smalle strook land tussen de Scharmer en Slochter Ae, die onder het kerspel Kolham viel |
| Westzijde van Slochteren |                                 |                         |                                                            | |
|                          | Gaarveen                        | Kolham                  | Ruiten Ae, Slochter Ae                                     | Gaerffeen |
|                          | Westerkerkbuur klauw*           | Slochteren              | Slochter Ae (vgl. Sijpe)                                   | Ten westen van de kerk van Slochteren, vermoedelijk een samenvoeging van de oorspronkelijke Westersche en de Westerkerkbuur klauwen |
|                          | Slochter klauw*                 | Schildwolde             | Oude Wijmers, Monnikensloot (Molenwijk)                    | Tussen Schildmaar en Graauwedijk. Mogelijk in de 16e eeuw gevormd uit het hooiland van meerdere klauwen, waaronder delen van de Ickingebuur klauw, met de buurtschappen De Hammen en De Paauwen (Bauwert). In de 19e eeuw viel het grootste deel van dit gebied onder het Woldzijlvest |
|                          | Denemarken                      | Slochteren              | Woltersumer Ae (?)                                         | Denemarcket ... inden wolde; deze landerijen ten noorden van de Ritzerdijk lagen aanvankelijk gemengd met de landerijen van het Woldzijlvest; ze werden omstreeks 1550 verenigd met het Woldzijlvest |
|                          | Woltersum Woldzijlrecht         | Woltersum               | Katerhalstermaar, Wijmers                                  | Woltersummer lutteke woldtzijlrecht; deze landerijen droegen bij aan het onderhoud van Wijmerzijl en Katerhals, voor het overige werden ze tot Denemarken gerekend. Omstreeks 1550 samengevoegd met de Slochter klauw |
| Oostzijde van Slochteren |                                 |                         |                                                            | |
|                          | Slochter eed (zuidelijk deel)*  | Slochteren              | Slochter Ae (vgl. Sijpe)                                   | Ten oosten van de kerk van Slochteren; vermoedelijk gevormd uit de Oosterkerkbuur klauw |
|                          | Slochter eed (noordelijk deel)* | Wittewierum             | Vismaar, Oude Wijmers en Katerhalstermaar                  | Ten noorden van de Graauwedijk onder Wittewierum, al dan niet met delen van de Ickingebuur klauw. Hier lag een voorwerk van het klooster te Schildwolde |
|                          | Loppersumer Klein eed           | Loppersum               | Oude Wijmers (deels)                                       | Ook Merumer Klein eed genoemd; uitwatering door Wijmerzijl (1470) |
|                          | Hoeksmeerster eed               | Loppersum               | Oude Wijmers                                               | Haemster zijlrecht, ten dele ondergeschikt aan het Loppersumer Klein eed; genoemd naar het kloostervoorwerk De Hamme of Hoeksmeer; de hoffmester vppa Ham trad op als zijlrechter |
|                          | Eekwerder Klein eed             | Hellum                  | Enzelensermedermaar (?)                                    | In 1470 Wijrdum, dus Wirdumer (Kleine) eed; genoemd naar medenland van de buurtschap Eekwerd. De zijlrechters werden benoemd door de collatoren van de kerk te Loppersum en Hellum. |
|                          | Warnster eed                    | Tjamsweer               | Eekwerdermedermaar (?)                                     | Ook Wirdumer Klein eed, in 1470 Gerweer, dus Garreweerster (Kleine) eed; genoemd naar een gemeenschappelijk weidecomplex dan wel naar een binnendijk, die Warrent of Wernet werd genoemd. De zijlrechters werden benoemd door de collatoren van de kerk te Zeerijp en Tjamsweer. |
| Westeremden              | Westeremden                     | Westeremden             | Westeremden                                                | sinds 1464 |
|                          | Zeemster eed                    | Loppersum               | Wijmers en Zeemsloot                                       | Bestond uit twee delen, ook Osingeweerster zijlrecht (Osinge Wester zylrecht), genoemd naar kerkboerderij De Zeem en behuisde wierde Osingeweer |
|                          | Dijkster eed                    | Westeremden             | Wijmers en Westeremdermaar                                 | Verbasterd tot Diepster eed |
|                          | Hardester eed                   | Westeremden             | Wijmers (vgl. Maarvliet)                                   | Genoemd naar buurtschap De Harde en verbasterd tot Harkster eed |
|                          | Westeremder Voorwerkster eed    | Westeremden             | Wijmers                                                    | Dydingemonken of Dudinge monnijcken; het zijlrechterschap rustte op het nabijgelegen voorwerk van het klooster Bloemhof te Wittewierum |
|                          | Groefster eed                   | Zeerijp                 | Eenumermaar                                                | Buurtschap De Groeve |
|                          | Garsthuister Hofster eed        | Garsthuizen             | Eenumermaar en Garsthuizermaar (vgl. Opmaar en Maarvliet)  | Genoemd naar de buurtschap rond het kerkhof, verbasterd tot Roofster eed |
|                          | Garsthuizer Voorwerkster eed    | Garsthuizen             | Eenumermaar en Garsthuizermaar (vgl. Oude Maar)            | Het zijlrechterschap rustte op het nabijgelegen voorwerk van het klooster Feldwerd |
|                          | Wijnjetilster eed               | Garsthuizen             | Eenumermaar en Garsthuizermaar                             | genoemd naar de brug Wijnjetil |
|                          | Zijldijkster eed                | 't Zandt                | Zandtster- en Zijldijkstermaar (vgl. Maarvliet en Leimaar) | |
|                          | Hoornster eed                   | Oosternieland           |                                                            | Sinds 1557, genoemd naar de Hoornster landen (een voorwerk van klooster Feldwerd). De ingelanden maakten tevens deel uit van het Dijkrecht van Oosternieland of Den Hoorn |

### Dorpsterzijlvest
Volgens een verklaring uit 1422 viel het gebied van het kloostervoorwerk te Laskwerd ten oosten van de Groeve (by oester sydt des Damsteren maers) vanouds onder het Woldzijlvest en het kerspel Siddeburen. Wanneer dit gebied bij het Dorpsterzijlvest is gevoegd, is onbekend. Onder het Dorpsterzijlvest vielen tevens een groot aantal wegen, bruggen en kleinere watergangen.
De Olinger en een deel van de Zuiddamster eed onderhielden (tot de aanleg van het Nieuwe Diep in 1819) samen met het Woldzijlvest tevens het Branderzijl.
Het Woldzijlvest maakt met de waterschappen Oling en Damsterhamrik gezamenlijk het Branderzijlvest uit. De drie genoemde deelen hebben elk een zelfstandig en te zamen een algemeen bestuur. Dit zijlvest had vroeger zijne uitwatering door de Branderzijl, het heeft nog het recht in de Groeve een verlaat te leggen en zich daardoor van den waterstaat van het zijlvest der Drie Delfzijlen af te scheiden, volgens contract van 25 Julij 1817.
| Schepperij              | Zijleed                       | Kerspel                        | Belangrijkste watergang                                                                                      | Opmerkingen |
| ----------------------- | ----------------------------- | ------------------------------ | --- | --- |
| Oldersum                |                               |                                | | |
| Wittewierumer zijlrecht | Ten Poster eed                | Wittewierum                    | Ten Poster Ae (sluis te Muda)                                                                                | |
|                         | Tappeweerster eed             | Woltersum                      | Oude Wijmers, Katershalstermaar                                                                              | Ook Woltersumer eed oostzijde; vermoedelijk identiek aan het zijlrecht Ubbinga wee (1512); de oorsprong van de naam Tappeweer is onduidelijk |
|                         | Huisbuurster eed of Oldenhuis | Wittewierum                    | Vismaar (en Muda)                                                                                            | Genoemd naar de dorpswierde van Huisburen en de borg Oldenhuis |
|                         | Wittewierumer eed             | Wittewierum                    | Vismaar | Uitwatering door zijl in Fismare (1262), Vischmaarzijl (1470) |
| Enzelenser zijlrecht    | Oldersumer eed                | Wittewierum                    | Vismaar (en Muda)                                                                                            | Genoemd naar de dorpswierde van Oldersum |
|                         | Nienhuister eed               | Garrelsweer                    | Vismaar | Ook Scherlinser eed; genoemd naar wierde en kloosterboerderij Nienhuis en mogelijk naar de hoofdelingenfamilie Skerlinga. |
|                         | Merumer eed                   | Loppersum                      | Wijmers (en Vismaar)                                                                                         | Aan beide zijden van het Damsterdiep; genoemd naar de dorpswierde van Merum |
|                         | Enzelenser eed                | Loppersum                      | Enzelensermedermaar (Ewesmaar)                                                                               | Ligt aan beide zijden van het Damsterdiep; genoemd naar de dorpswierde van Enzelens; uitwatering zuidzijde door Enselensersijll (1601) |
| Loppersum               | Loppersum                     | Loppersum                      | Loppersum | Loppersum of 't Zandt. Het dijkvestige land van de Sandtsters maakte tevens deel uit van het Dijkrecht van 't Zandt |
| Loppersumer zijlrecht   | Loppersumer Wester eed        | Loppersum                      | Wijmers | Buurtschap Den Ham |
|                         | Loppersumer Ooster eed        | Loppersum                      | Oosterwijtwerdermaar resp. Wijmers                                                                           | |
|                         | Eenumer eed                   | Eenum                          | Eenumermaar                                                                                                  | |
|                         | Zeerijpster eed               | Zeerijp                        | Eenumer-, Zeerijpster- (Lange Rak) en Oosterwijtwerdermaar                                                   | Onderverdeeld in Boven de Weg en Buiten de Weg |
| Leermenster zijlrecht   | Leermenster Binnen eed        | Leermens                       | Leermenster- of Zandtstermaar                                                                                | De afwatering werd gehinderd door de meander Spijkerboor |
|                         | Leermenster Buiten eed        | Leermens                       | Leermenster- of Zandtstermaar en Vierbuurstermaar                                                            | |
|                         | Ompteda eed                   | 't Zandt, Godlinze             | Leermenster- of Zandtstermaar                                                                                | Ook Omta, genoemd naar de borg Ompteda. Volgens Siemens (1974) in 1444 toegelaten, hetgeen Ligtendag (1995) echter ontkracht |
|                         | Korrels eed                   | 't Zandt                       | Zandtster- of Zijldijkstermaar, De Korrel                                                                    | Sinds 1444, ook Zandster Korendijkster eed; de Korrel vormde de bovenloop van de Kleine Tjariet |
|                         | Zandtster Voorwerkster eed    | 't Zandt                       | Zandtster- of Zijldijkstermaar                                                                               | Sinds 1444; ook Oosterdijkster zijlvest. Het zijlrechterschap rustte op het nabijgelegen voorwerk van het klooster Bloemhof te Wittewierum |
| Wirdum                  |                               |                                | | |
| Eekwerder zijlrecht     | Wester Wirdumer eed           | Wirdum (noordzijde)            | Wirdumermaar                                                                                                 | |
|                         | Ooster Wirdumer eed           | Wirdum (noordzijde)            | Wirdumermaar                                                                                                 | |
|                         | Eekwerder eed                 | Wirdum (noordzijde)            | Eekwerder Binnenmaar, Oosterwijtwerdermaar                                                                   | |
|                         | Bovendijkster eed             | Wirdum (zuidzijde)             | Enzelensermedermaar (Ewesmaar) en/of Eekwerdermedermaar                                                      | |
| Olinger zijlrecht       | Garreweerster eed             | Tjamsweer                      | Garreweerstermaar                                                                                            | Uitwatering via duikers in het Garreweerstermaar (gemeenschappelijk met het Woldzijlvest) |
|                         | Olinger eed                   | Tjamsweer                      | Kromme Tocht                                                                                                 | Ook Oligumer of Dijkhuister eed; uitwatering via duikers in De Groeve naar de Branderzijl (gemeenschappelijk met het Woldzijlvest), oorspronkelijk misschien via het Olde Maar c.q. de Bolhamstersloot naar het Farmsumerzijlvest |
| Appingedam-Noordzijde   | Appingedam-Noordzijde         | Appingedam-Noordzijde          | Appingedam-Noordzijde                                                                                        | Een deel van de schepperij maakte tevens deel uit van het Dijkrecht van Solwerd, Uitwierde en Biessum |
| Tjamsweerster zijlrecht | Tjamsweerster eed             | Tjamsweer, gedeeltelijk Wirdum | Pijpsloot en Kleine Heekt                                                                                    | |
|                         | Noorddamster eed              | Appingedam en Solwerd          | | Ook de Daem buten den Deel |
|                         | Solwerder eed                 | Solwerd                        | Oude Sijpe                                                                                                   | |
| Biessumer zijlrecht     | Klein Biessumer eed           | Uitwierde                      | Uitwierdermaar                                                                                               | Ook Uitwierder eed genoemd |
|                         | Groot Biessumer eed           | Uitwierde                      | Biessumermaar                                                                                                | |
|                         | Ringumer eed                  | Uitwierde                      | | Genoemd naar de borg Ringenum, vermoedelijk eerder Oldijkster eed genoemd |
| Appingedam-Zuidzijde    | Appingedam-Zuidzijde          | Appingedam-Zuidzijde           | Appingedam-Zuidzijde                                                                                         | Vermoedelijk in zijn geheel na 1306 toetreden vanuit het Farmsumerzijlvest |
| Opwierder zijlrecht     | Zuiddamster eed               | Appingedam en Opwierde         | Olde Maar (Bolhamstersloot)                                                                                  | Ook de Daem boven den Deel off Delff genoemd. Het Damsterhamrik ten westen van de Scharreweersterweg en het gebied rond het Woldmeer waterden rond 1400 via het Olde Maar en de Buxzijl uit in De Groeve. Later werden hiervoor drie duikers gebouwd. De Groeve (gemeenschappelijk met het Woldzijlvest) kwam op zijn beurt uit bij de Boltenzijl (Heer Bowtenzijl), ca. 1600 tot 1819 bij de Branderzijl (Brandesijl) of Woldzijl. Het gedeelte ten oosten van de Scharreweersterweg waterde uit via Eelwerderzijl (gezamenlijk met het Oostwolderzijlvest). |
|                         | Opwierder eed                 | Opwierde                       | Eelwerdermaar, Woldmaar (Munnekesloot)                                                                       | Na 1306 door Eelwerderzijl (gezamenlijk met het Oostwoldzijlvest) |
| Amsweerder zijlrecht    | Eelwerder eed                 | Opwierde                       | Eelwerdermaar, Dijksloot (Tjuchemermaar) en Holemaar, Meedhuizermeer, mogelijk ook Borgsloot en Borgwatering | Genoemd naar de dorpswierde van Eelwerd; uitwatering door Eelwerder Zijlle (1420), Brandzijl (1816), Eelwerder of Solwerder Brandzijltje (Van der Aa), abusievelijk ook wel Branderzijl genoemd (Beckeringh 1781) (gezamenlijk met het Oostwoldzijlvest). |
|                         | Tuikwerder eed                | Farmsum                        | Oude Leesk, Holemaar (?)                                                                                     | Na 1306; genoemd naar de dorpswierde van Tuikwerd. Uitwatering door het zijltje Flikkebuil (1828) oftewel Flikzijltje (ca. 1840-1850), mogelijk ook via een sloot vanuit het Holemaar en een duiker in het Damsterdiep |
|                         | Amsweerster eed               | Farmsum                        | Oude Leesk                                                                                                   | Na 1306; genoemd naar de dorpswierde van Amsweer; uitwatering door zijltje Flikkebuil (1828) . N.B. het zuiden van Amsweer waterde via het Roestenburgermaar uit naar het Farmsumer Zijlvest. |
|                         | Meedhuizen                    | Meedhuizen                     | | Na 1306; tussen 1471 en 1542 terug naar Farmsumer zijlvest |

## Ontwikkeling na 1594
Bij de Reductie van Groningen in 1594 waren de kloostergoederen (zie Kloosterkaart Groningen) in handen gekomen van de staten van Stad en Lande. Daarom had de provincie vanaf dat jaar een belangrijke stem bij de verkiezing van zijlrechters, scheppers en overste scheppers. Het Generale Zijlvest stelde zich evenwel zeer onafhankelijk op. In het begin van de 17e eeuw benoemde de scheppers zelf hun voorzitter. Het voorzitterschap rouleerde om de drie jaar onder de drie zijlvesten.
Tussen 1656 en 1660 werden de heerlijke rechten, waaronder de dijk- en zijlrechten door de provincie verkocht (Van Dijk, 1981, 620). Ommelander heren waren doorgaans de kopers van de rechten. Door de aankoop van tal van schepperijen slaagde de stad Groningen er evenwel in invloed te krijgen in het Generale Zijlvest. Deze strategie van de stad Groningen was onderdeel van het machtsspel tussen Stad en de Ommelanden.
Belangrijk voor de organisatorische structuur was de publicatie in 1755 van het zogenaamde ‘reglement van prinses Anna’. Dat reglement kwam in de plaats van de bestaande regelingen uit de oude zijl- en dijkbrieven. Voor een aantal geschillen op waterstaatsgebied moest men zich voortaan wenden tot de Hoge Justitiekamer van Stad en Lande. Dit orgaan kreeg ook de bevoegdheid de jaarlijkse rekeningen te controleren.
Tot 1850 bleef de waterstaatsorganisatie in wezen ongewijzigd. Na de Grondwet van 1848 veranderde dit. Er werden waterschappen opgericht als vervanging van de zijlvesten. Door de aanleg van het Eemskanaal 1866-1876 werd het gebied van het Generale Zijlvest bovendien in tweeën gesneden. De waterschappen Fivelingo en Duurswold vervingen het Generale zijlvest der Drie Delfzijlen. Benoemingen voor bestuursfuncties vonden voortaan plaats door rechtstreekse keuze en bij meerderheid door stembevoegde ingelanden (Van Dijk, 1981, Van der Veen, 1981).

## Kaarten
- W. van Reest, Kaart van een gedeelte van het Zijlvest der Drie Delfzijlen: Linker helft. Rechter helft. Groninger Archieven (1827) – via Beeldbank Groningen.
- Jan Kater, Kaart van de molen polders gelegen in het Zijlvest der Drie Delf Zijlen, het Oostwolder-, Wold- en Farmsummer-zijlvest (1857) – via Beeldbank Groningen. De namen van de afzonderlijke polders zijn in handschrift (en niet altijd correct) toegevoegd. De kaart correspondeert met Staten der Molenkoloniën gelegen tusschen het Reitdiep en het Damsterdiep [etc.], Groningen 1857, p. 38-53.